# Sterling Airlines
Sterling Airlines A/S (fd. Sterling Airways) var ett danskt flygbolag med isländska ägare som flög reguljärflyg från Norden till populära nöjes- och charterdestinationer. Bolaget har sina rötter i det tidigare charterbolaget Sterling Airways startat 1962 av Tjäreborgs grundare Eilif Krogager. Bolaget begärde sig den 29 oktober 2008 i konkurs och ställde in sina flygningar.

## Historia
Bolagets namn byttes flera gånger: 
| 1962-1993 | Sterling Airways           |
| 1994-2005 | Sterling European Airlines |
| 2005-2008 | Sterling Airlines          |

I december 2008 meddelade det danska flygbolaget Cimber Air att de köpt upp resterande delar av Sterling, förutom flygplan och personal. Målet var att Sterling ska fortsätta som ett eget bolag och under samma namn. Dock har bolagen blivit sammanslagna och nu heter det gemensamma bolaget Cimber Sterling. Torsdagen den 3 maj 2012 06.30 begärdes även det bolaget i konkurs med direkt verkan. Alla flygningar ställdes in.
Sterling flög med gles tidtabell till många olika destinationer. Flygningarna liknade charterflygningar, men räknades som reguljära. Olika researrangörer sålde paketresor där en Sterlingbiljett ingick. Även Sterling själva sålde hotellbokningar eller flygpaktet och hotell bland annat via sin webbplats. 

## Flotta
| Boeing 737-500 - OY-APB - OY-APH - OY-MAA - OY-MAE | Boeing 737-700 - OY-MRC - OY-MRD - OY-MRE - OY-MRF - OY-MRG - OY-MRH - OY-MRI - OY-MRJ - OY-MRO - OY-MRP - OY-MRR - OY-MRU - OY-MRS - OY-MLW | Boeing 737-800 - OY-SEB - OY-SEC - OY-SED - OY-SEJ - OY-SEK - OY-SEL - OY-SEM |

## Haverier
- Den 13 april 1963 havererade Douglas DC-6B OY-EAP under landningsförsök på Köpenhamn-Kastrups flygplats. Alla tre ombord (endast besättningen) överlevde.[2]

- Den 23 december 1967 landade DC-6B OY-EAN hårt på Göteborg-Torslanda flygplats landningsbana och fick skrotas. Inga dödsoffer.[3]

## Tidigare destinationer

### FrånStockholm-Arlanda
| - Alicante - Aten - Barcelona - Berlin (Tegel) - Bologna - Budapest - Burgas - Kreta, Chania - Edinburgh - Faro/Algarve - Gran Canaria - Göteborg (Landvetter) | - Köpenhamn - Lanzarote - London (Gatwick) - Malaga - Mallorca - Malmö - Milano - Montpellier - Nice - Prag - Rom - Teneriffa |

### FrånGöteborg-Landvetter
| - Alicante - Barcelona - Billund - Budapest - Edinburgh - Gran Canaria - Köpenhamn - Lanzarote | - Malaga - Milano - Montpellier - Nice - Oslo - Prag - Rom - Stockholm (Arlanda) |

### FrånMalmö-Sturup
- Alicante
- Barcelona
- Florens
- London
- Nice
- Stockholm

### FrånKöpenhamn-Kastrup
| - Alicante - Amsterdam - Aten - Barcelona - Bergen - Berlin (Tegel) - Billund - Bryssel - Budapest - Kairo | - Kreta Chania - Edinburgh - Faro/Algarve - Florens - Frankfurt - Genève - Göteborg - Gran Canaria - Lanzarote - Lissabon | - London (Gatwick) - Madrid - Malaga - Mallorca - Milano - Montpellier - München - Murcia - Nice - Nottingham (East-Midlands) | - Oslo - Paris (Charles de Gaulle) - Paris (Beauvais-Tille) - Prag - Rom (Ciampino Airport) - Salzburg - Stockholm (Arlanda) - Teneriffa - Valencia - Venedig |

### FrånOslo-Gardermoen
| - Alicante - Amsterdam - Aten - Barcelona - Berlin (Tempelhof) - Billund - Kreta Chania - Edinburgh - Florens - Frankfurt - Göteborg - Gran Canaria | - Köpenhamn - Lanzarote - Malaga - Mallorca - Milano - Montpellier - Nice - Paris (Beauvais-Tille) - Prag - Rom (Ciampino) - Stockholm (Arlanda) - Teneriffa |

### FrånBergenochStavanger
- Köpenhamn